# Phyllanthus houailouensis
Phyllanthus houailouensis är en emblikaväxtart som beskrevs av Maurice Schmid. Phyllanthus houailouensis ingår i släktet Phyllanthus och familjen emblikaväxter. Inga underarter finns listade i Catalogue of Life.